# Tropidocephala gracilis
Tropidocephala gracilis är en insektsart som beskrevs av Matsumura 1907. Tropidocephala gracilis ingår i släktet Tropidocephala och familjen sporrstritar. Inga underarter finns listade i Catalogue of Life.